# Gran sinagoga de Lutsk
La gran sinagoga de Lutsk (en ucraniano: Велика синагога Луцьк) es un antiguo edificio religioso judío situado en la actual Lutsk (en polaco: Łuck), óblast de Volinia (Ucrania). La sinagoga estaba en el barrio judío de la ciudad, y fue el centro religioso, educativo y comunitario de los judíos de Lutsk hasta la invasión alemana de Polonia en la Segunda Guerra Mundial. Originalmente fue construida en 1626 y es un buen ejemplo de sinagoga fortaleza. Parcialmente destruida en 1942, la sinagoga fue restaurada en los años 1970 y actualmente se utiliza como club deportivo.  

## Historia
Los primeros registros de los judíos en Lutsk datan de 1388. Vitautas el Grande, gran duque de Lituania, concedió privilegios a los judíos de Lutsk. Hacia finales del siglo XV, la comunidad judía de Lutsk había adquirido considerable riqueza e influencia, y algunos de sus miembros ocupaban un lugar destacado como recaudadores de impuestos. Los judíos se dedicaban generalmente al comercio, pero también poseían una cervecería y dirigían gremios. Las investigaciones científicas indican que la primera sinagoga de ladrillo se construyó en la segunda mitad del siglo XVI, pero se supone que la sinagoga fue destruida por un incendio durante la incursión de los tártaros en 1617. Luego se construyó la nueva sinagoga sobre las ruinas del antiguo edificio.
El rey Segismundo III Vasa de Polonia aprobó la construcción de una nueva sinagoga y escuela el 5 de mayo de 1626. Sin embargo, sus vecinos dominicos se opusieron a la construcción de la sinagoga. Según las reglas cristianas, las sinagogas no podían exceder cierta altura pero, sin embargo, el rey confirmó su aprobación y la altura de la sinagoga no debía exceder la de la iglesia dominicana. La sala de oración en forma de cubo, que representa la arquitectura del renacimiento italo-polaco, era la parte principal de la nueva sinagoga. Los muros tenían hasta 1,5 m de espesor. Había dos secciones adicionales utilizadas por mujeres y para la escuela judía o yeshivá. Según los deseos del rey, en la esquina sur de la sala de oración se construyó una torre defensiva que contenía el arsenal con aspilleras. La torre formaba parte de las murallas de la ciudad, tal y como la sinagoga de la Rosa Dorada de Leópolis, lo que permitió a la sinagoga contribuir a las defensas además de sus funciones religiosas y educativas. El número de la comunidad judía de Lutsk crecía constantemente. Además, la tasa de crecimiento demográfico aumentaba constantemente. Entonces, en 1648, alrededor de 525 judíos vivían en la ciudad. Y en la segunda mitad del siglo XVIII había unas 1.331 personas.

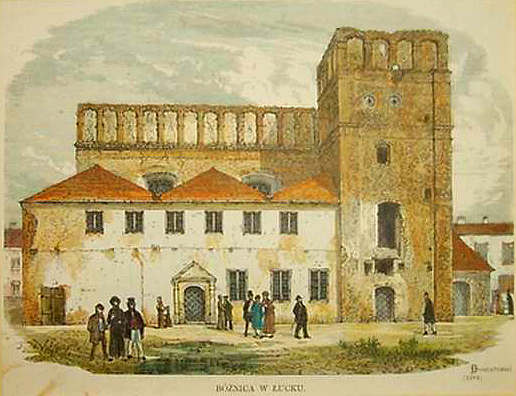
Gran sinagoga de Lutsk (1872)

En 1869, la sinagoga sufrió daños por un incendio, restaurada en 1886. En el siglo XIX, el modo de vida de la comunidad judía de Lutsk cambió debido a las características económicas y legislativas del Imperio ruso. De acuerdo con las tendencias de la época, la comunidad judía fue segmentada del resto de la sociedad. En Lutsk aparecieron nuevos barrios judíos con sinagogas. Los barrios antiguos estaban poblados generalmente por judíos pobres que vivían en sucias casas de madera construidas unas cerca de otras. Como resultado, la sinagoga principal perdió su papel central.
La sinagoga fue bombardeada durante la Primera Guerra Mundial, pero no sufrió daños graves. En la Segunda República Polaca, la ciudad de Łuck se convirtió en la capital del voivodato de Volinia (1921-39) y en 1936 la administración provincial aportó fondos para su restauración.
Los invasores soviéticos anexaron la ciudad a la República Socialista Soviética de Ucrania en 1939 junto con toda la región tras la invasión soviética de Polonia. Después del ataque alemán a la Unión Soviética en 1941, Lutsk (en alemán: Luzk) fue escenario de un pogromo organizado por la Milicia Popular Ucraniana y la sinagoga y el barrio judío fueron incendiados.En diciembre de 1941 se creó el gueto de Lutsk. En agosto y septiembre de 1942, unos 17.000 prisioneros del gueto fueron asesinados por batallones de la Policía del Orden. El gueto fue liquidado en diciembre de 1942. 
El antiguo edificio principal de la sinagoga quedó vacío después de la guerra. Muchos años después de la guerra fue reconstruido como sala de cine y gimnasio. En 2021, las instalaciones fueron transferidas para uso permanente y gratuito a la organización religiosa “Comunidad religiosa judía Jabad-Lubavitch”.

## Arquitectura
La antigua sinagoga es un edificio de forma cúbica con una torre. La claridad racional, la brevedad y la moderación en la decoración contribuyen a su estilo renacentista. Ninguna característica individual de la sinagoga revela el carácter religioso del edificio debido a las funciones públicas de las sinagogas antiguas. Debajo del edificio hay mazmorras.
Algunos investigadores y museos han investigado la historia de la sinagoga. El Museo Nahum Goldmann de la Diáspora Judía ubicado en el campus de la Universidad de Tel Aviv tiene un modelo de sinagoga, que revela detalles arquitectónicos que se perdieron durante las Guerras Mundiales. El Centro de Arte Judío de la Universidad Hebrea de Jerusalén también creó un modelo 3D del exterior y el interior. El 30 de mayo de 1995 se erigió en la pared de la sinagoga una placa conmemorativa dedicada a los judíos perdidos.

## Galería

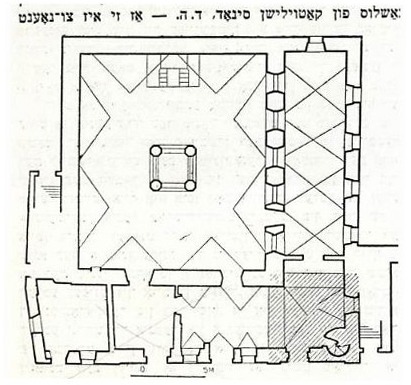
Planta del templo
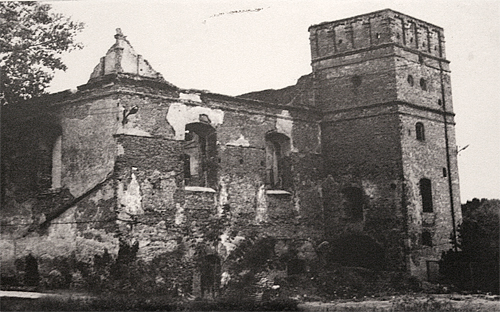
Sinagoga tras la Segunda Guerra Mundial
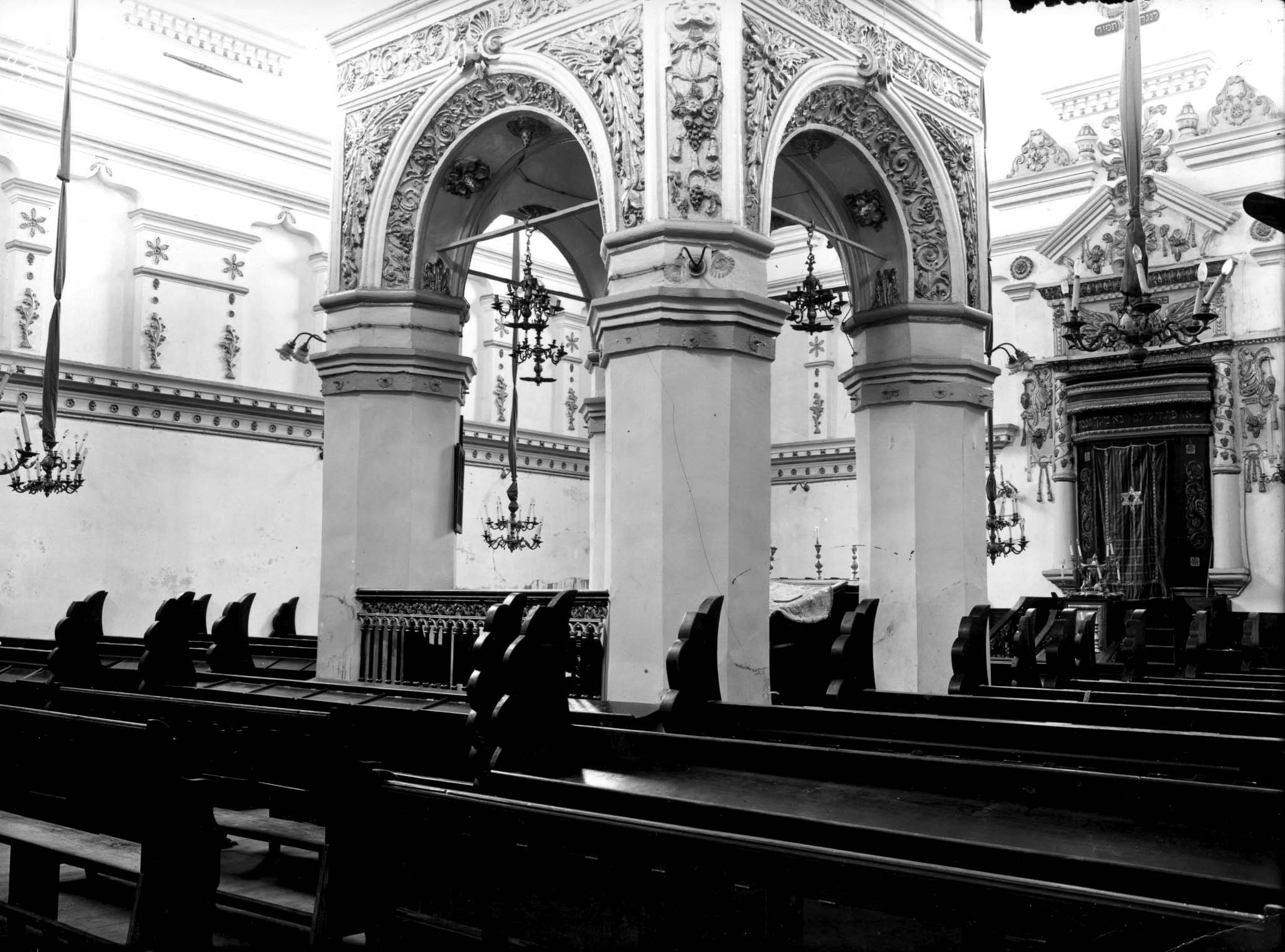
Antiguo interior de la sinagoga
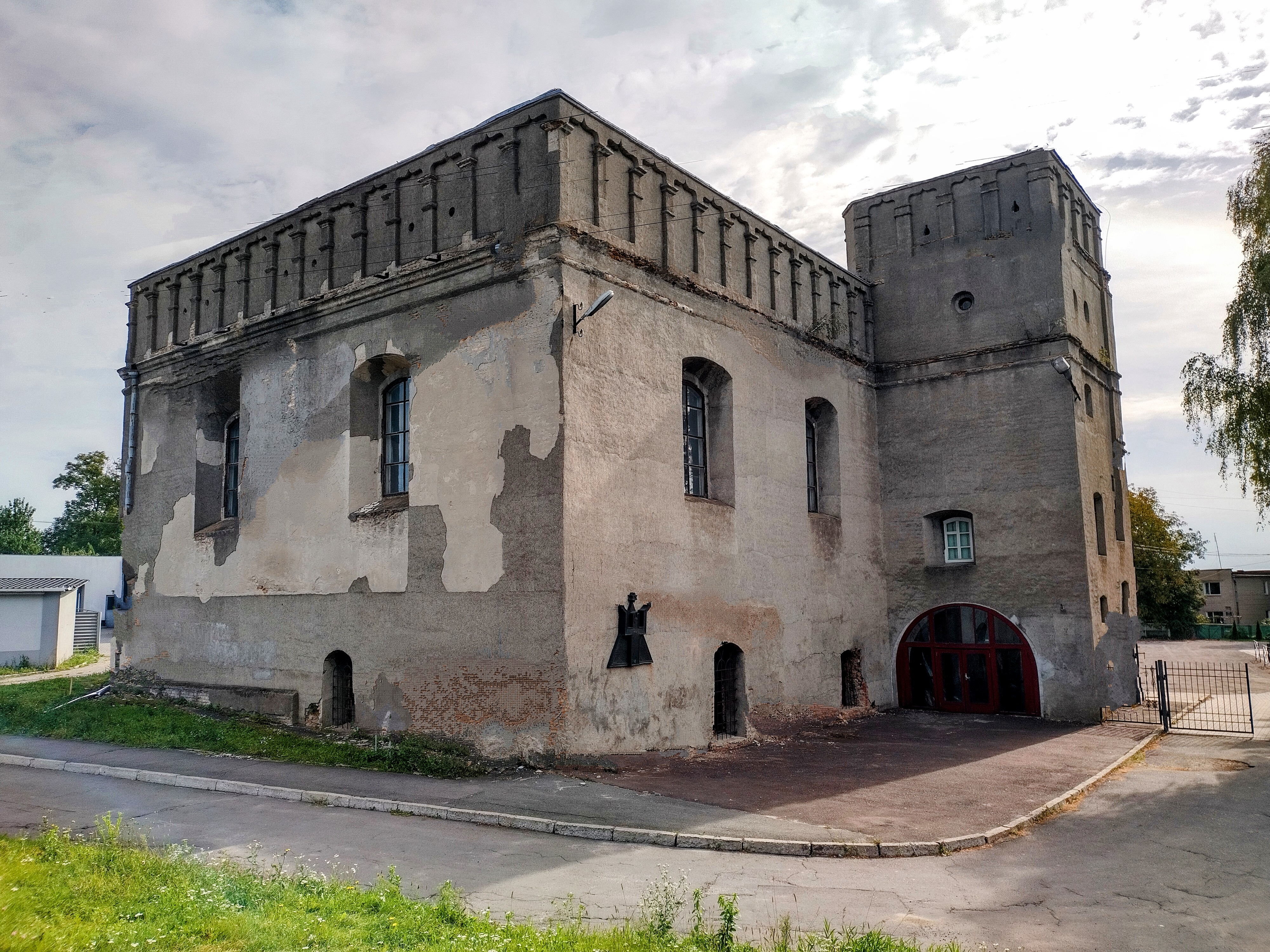
Entrada a la sinagoga
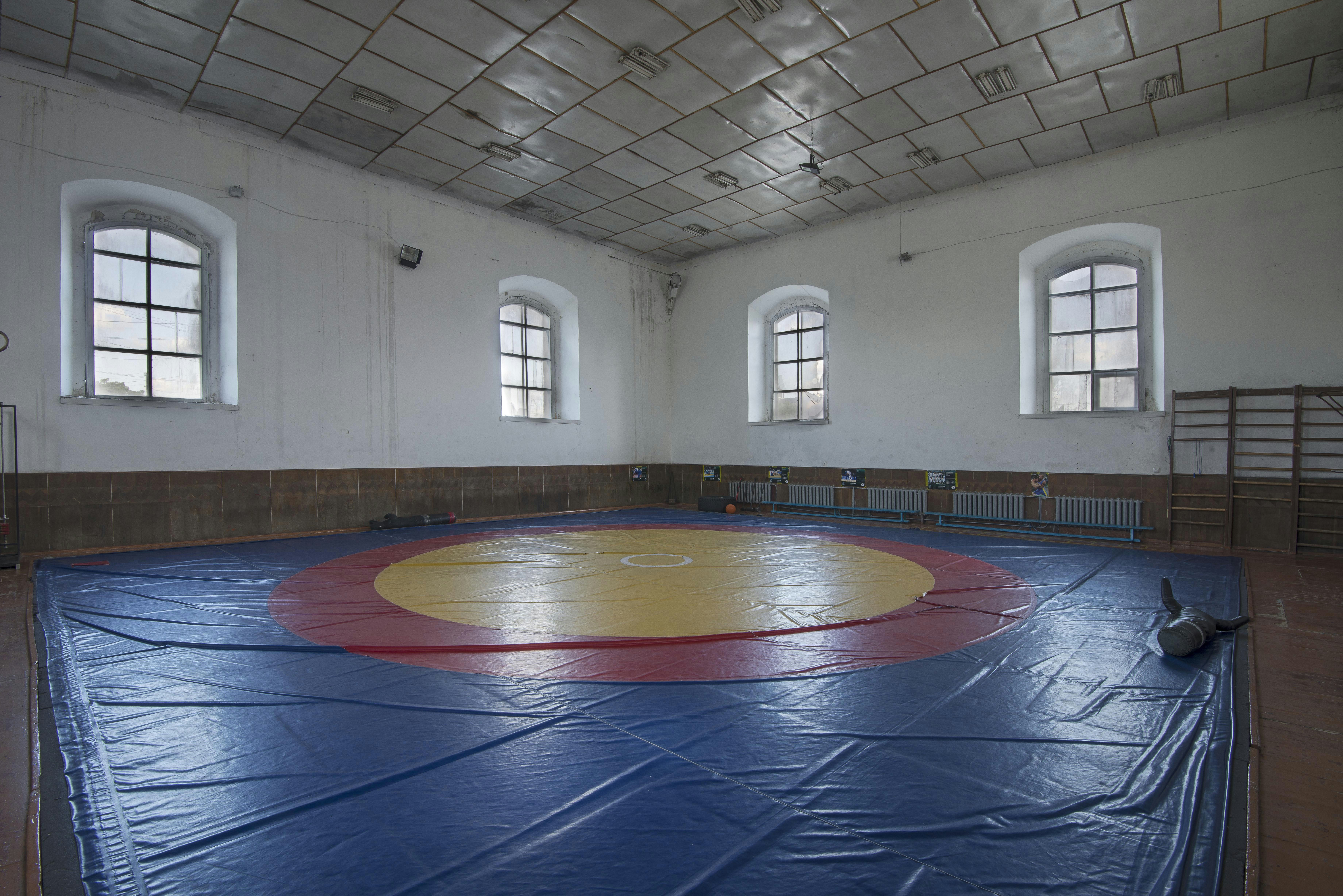
Interior actual de la sinagoga